# Sopa de pèsols

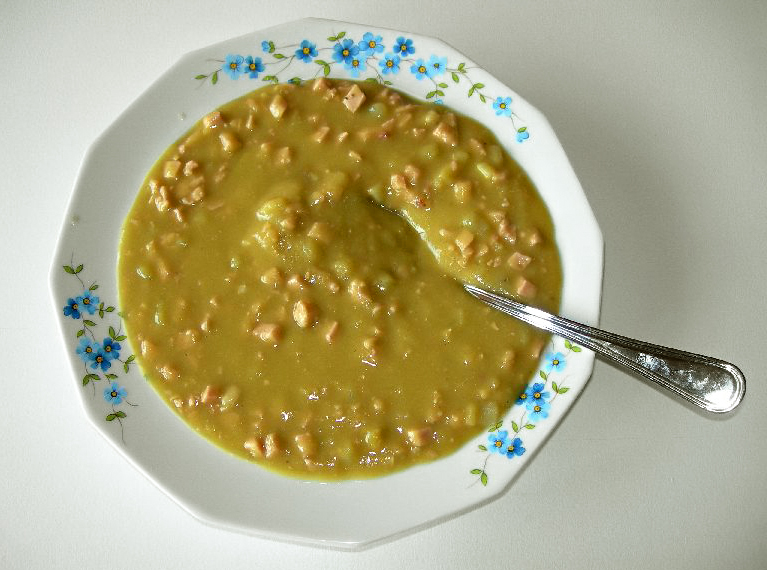
Sopa de pèsols

La sopa de pèsols (dita erwtensoep o snert als Països Baixos) és una sopa molt coneguda en la cuina neerlandesa (als Països Baixos, és un dels plats nacionals), així com en les cuines sueca (ärtsoppa), finlandesa (hernekeitto) i alemanya (Erbsensuppe).
L'ingredient principal, com el seu nom ho diu, és el pèsol (Lathyrus oleraceus), el qual es pica fins a fer-ne un puré. Es tracta d'un plat d'origen humil avui dia molt popular que se sol servir calent en els períodes d'hivern. Hi ha moltes varietats d'aquesta sopa en els diversos països, i poden dependre fins i tot en color, que pot anar d'un verd-grisenc fins al groc, segons, en gran manera, de la varietat de pèsol emprada.

### Alemanya

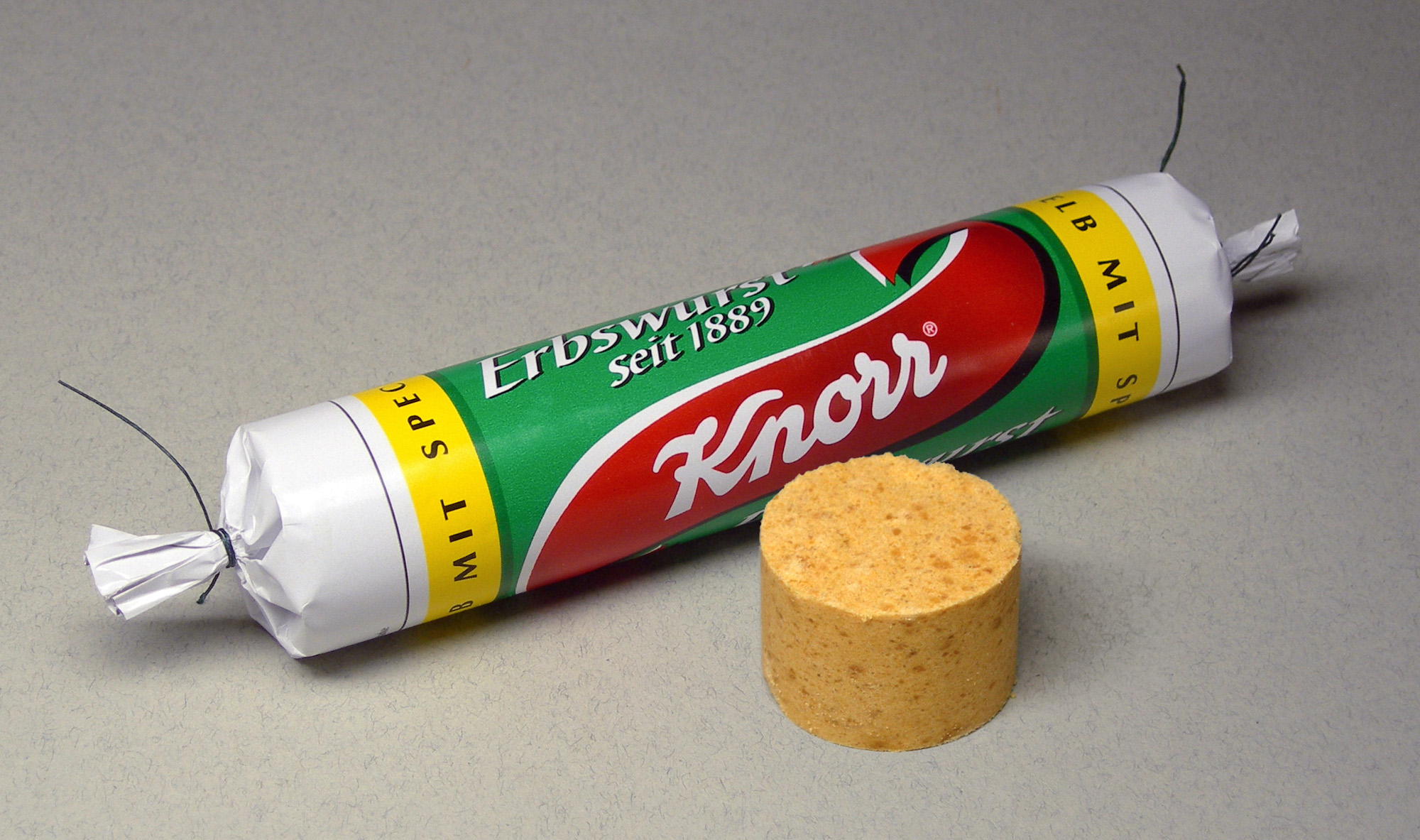
Tub amb Erbswurst